# Дэйн, Эрик
Эрик Уильям Дэйн (англ. Eric William Dane; род. 9 ноября 1972) — американский актёр. Наиболее известен по роли доктора Марка Слоана в сериале «Анатомия страсти»

## Биография
Дэйн родился в Сан-Франциско, в семье матери-домохозяйки и отца-дизайнера. У Дэйна есть младший брат. Окончил среднюю школу в Сан-Матео, Калифорния. В школе занимался спортом, но решил поучаствовать в школьном спектакле «Все мои сыновья», по роману Артура Миллера.

## Карьера
В 1993 году Дэйн переехал в Лос-Анджелес, где сыграл небольшие роли в телесериалах «Сохранить Бэлл», «Чудесные годы», «Розанна», «Женаты… с детьми». В 2000 году появился в эпизоде «Зачарованных». Первой крупной работой Дэйна стал фильм «Корзина». Он также появился в фильмах «Зое, Дункан, Джек и Джейн», «Праздник», «Дрейф» и «Люди Икс: Последняя битва».
В 2005 году Дэйн был утверждён на роль доктора Марка Слоана в телесериале «Анатомия страсти». Положительная реакция зрителей позволила сделать героя Дэйна постоянным персонажем. Сцена, в которой Слоан выходит мокрый из ванной с одним полотенцем, была названа «самым лучшим моментом».
В декабре 2006 года Дэйн снялся в телевизионном фильме «Свадебные войны», в роли брата-гея, идущего на митинг в пользу однополых браков.
В 2010 году появился, наряду с Патриком Демпси, в романтической комедии «День святого Валентина». Дэйн представлял развлекательное агентство «Creative Artists Agency», услугами которого пользовались Мерил Стрип, Натали Портман и Риз Уизерспун.
В 2019 году начал сниматься в телесериале «Эйфория», адаптации одноимённого израильского сериала. В 2023 году он рассказал о своём опыте съёмок в таком сериале, как «Эйфория», где ему приходилось регулярно носить протез пениса. Он заявил: «Снимать такие сцены очень трудно», и что эти сцены были «довольно напряжёнными».
В июне 2024 года Дэйн получил роль в сериале «Последний отсчёт», который вышел в Amazon Prime Video летом 2025. В нём актёр сыграл агента ФБР Натана Блайта, который возглавляет группу офицеров и агентов из правоохранительных органов для раскрытия глобального заговора.

## Личная жизнь
Дэйн женился на актрисе Ребекке Гейхарт 29 октября 2004 года. 3 марта 2010 года у них родилась дочь Билли Беатрис. 6 февраля 2008 года журнал «OK!» сообщил, что Дэйн проходит курс лечения от рака кожи. Сам актёр эту информацию опроверг и подал в суд на издательство журнала.
28 декабря 2011 года родилась вторая дочь, которую назвали Джорджия Джеральдина.

## Фильмография
| Год        | Фильм                     | Роль                       | Примечание                  |
| ---------- | ------------------------- | -------------------------- | --------------------------- |
| 1991       | Сохраните Белл            | Тэд                        | Эпизод (в титрах не указан) |
| 1993       | Чудесные годы             | Бретт                      | Эпизод                      |
| 1995       | Молчи и служи             | Мэтт                       | телевизионный фильм         |
| 1995       | Женаты… с детьми          | Оливер Коул                | Эпизод                      |
| 1996       | История Дианы Борхард     | Ник                        | телевизионный фильм         |
| 1996       | Шёлковые сети             | Джастин Уолин              | Эпизод                      |
| 1996       | Розанна                   | Беллхоп                    | Эпизод                      |
| 1999       | Корзина                   | Том Эмери                  | Фильм                       |
| 2000       | Зое, Дункан, Джек и Джейн | Алек                       | Эпизод                      |
| 2001       | Бал и цепь                | Джек                       | телевизионный фильм         |
| 2002       | Американское посольство   | Роб Гудвин                 | Сериал                      |
| 2003—2004  | Зачарованные              | Джейсон Дин                | Сериал                      |
| 2004       | Лас-Вегас                 | Лео Бродер                 | Эпизод                      |
| 2005       | Праздник                  | Герой                      | фильм                       |
| 2006       | Люди Икс: Последняя битва | Джеймс Мэдрокс/Множитель   | Фильм                       |
| 2006       | Люди Икс                  | Множитель                  | Видео-игра (озвучивание)    |
| 2006       | Дрейф                     | Дэн                        | Фильм                       |
| 2006       | Свадебные войны           | Бен Гренди                 | Фильм                       |
| 2006—2012  | Анатомия страсти          | Марк Слоан                 | Сериал                      |
| 2008       | Марли и я                 | Себастьян Тэнней           | Фильм                       |
| 2009—2010  | Частная практика          | Марк Слоан                 | Эпизоды                     |
| 2010       | День святого Валентина    | Шон Джексон                | Фильм                       |
| 2010       | Бурлеск                   | Маркус Гербер              | Фильм                       |
| 2014—2018  | Последний корабль         | Том Чандлер                | Сериал                      |
| 2017       | Серая леди                | Дойл                       | Фильм                       |
| 2018       | Гриффины                  | Эрик Дэйн (голос)          | Эпизод                      |
| 2019—н. в. | Эйфория                   | Кэл Джейкобс               | Сериал                      |
| 2020       | Без связи                 | Т.К. Киршнер               | Сериал                      |
| 2022       | Любовь как искупление     | герцог                     | Фильм                       |
| 2022       | От рассвета до заката     | Эдди                       | Фильм                       |
| 2023       | Малышка Дикси             | Ричард Джеффс              | Фильм                       |
| 2023       | Американа                 | Диллон Макинтош            | Фильм                       |
| 2023       | Выжившая                  | Дерек                      | Фильм                       |
| 2024       | Плохие парни до конца     | Джеймс МакГрант            | Фильм                       |
| 2024       | Одно быстрое движение     | Дин Миллер                 | Фильм                       |
| 2025       | Последний отсчёт          | Натан Блайт, спецагент ФБР | Сериал                      |